# چاپل هیل (تگزاس)
چاپل هیل (به انگلیسی: Chappell Hill) یک منطقهٔ مسکونی در ایالات متحده آمریکا است که در شهرستان واشینگتن، تگزاس واقع شده‌است. چاپل هیل ۶۰۰ نفر جمعیت دارد.